# Markos György (geográfus)
Markos György, teljes nevén Markos György István (Budapest, Józsefváros, 1902. december 3. – Budapest, 1976. július 5.) geográfus, grafikus, újságíró, egyetemi tanár, a földrajztudományok doktora (1966).
| Markos György                             | Markos György |
| Kattints az alábbi külső linkek egyikére! | Kattints az alábbi külső linkek egyikére! |
| ----------------------------------------- | --- |
| Nem található szabad kép.(?)              | |
| külső link · jogvédett                    | Markos György mellszobra. Budapest, IX. kerület, Fővám tér 8. Az első emeleti folyosón, a 117-es szobánál. Készítette Szöllőssy Enikő. 2003, december 16. |

## Élete
Markos Erzsébet irodavezetőnő gyermekeként született. Markos Gyula (1861–1944) lapszerkesztő, országgyűlési képviselő a gyermeket később magáénak ismerte el.
A Tanácsköztársaság idején az iskoladirektórium tagja volt, s részt vett az agitálásban, ezért kizárták az ország összes középiskolájából. Apja kapcsolatainak köszönhetően végül leérettségizett és a Pázmány Péter Tudományegyetem Bölcsészeti karának hallgatója lett. Filozófiát Pauler Ákostól és Kornis Gyulától, művészettörténetet Hekler Antaltól tanult.
Több baloldali ifjúsági csoport tagja lett. A lebukástól tartva 1922-ben Bécsbe emigrált, ahol bekerült az osztrák kommunista mozgalomba. A Bécsi Egyetemen tanult, és közben az Osztrák Kommunista Párt sajtótermékeit terjesztette vidéken, azonban lebukott, és visszatoloncolták Magyarországra. Fél év börtönbüntetést kapott.
Szabadulása után festészettel és rajzolással foglalkozott. Absztrakt műveiből a Mentor könyvkereskedésben kiállítást rendeztek, melyet Lyka Károly és Elek Artúr is méltatott.
1926. szeptember 27-én Budapesten nőül vette Ney Zsuzsannát, akitől 1940-ben elvált.
Az 1920-as években Berlinbe költözött, ahol Németország Kommunista Pártjának dolgozott; plakátokat készített. 1933-ban egy szovjet filmvállalat pályázatára beküldött filmforgatókönyve első díjat nyert. Moszkvába szeretett volna utazni, azonban azt a választ kapta, hogy filmjét egyelőre nem forgatják le, és a párizsi német emigrációnál jelentkezzen. Párizsban propagandarajzokat, politikai karikatúrákat készített a Párizsban megjelenő és Németországba csempészett illegális sajtó részére. Közben Barbusse hetilapjának, a Le Monde-nak is dolgozott, ahonnan a l'Humanitéhoz került. A lap szerkesztőségében kezdett gazdasági kérdésekkel foglalkozni, eleinte mint grafikus. 1937-ben jelent meg a francia nagytőke természetrajzát megelevenítő füzete Les trusts contre la France (A trösztök Franciaország ellen) címmel.
1938 decemberéig Franciaországban maradt, ahonnan fél évre Svájcba költözött, ahol továbbra a l'Humanité munkatársa maradt. 1940-ben feleségével hazatért.
1940 decemberében jelent meg első könyve, Az orosz ipar fejlődése Nagy Pétertől Sztálinig című könyve Cserépfalvi Imre kiadóvállalatánál. Írása megjelent a Népszava 1941. évi karácsonyi számában.
1944-ben a nyilasok Sopronkőhidára hurcolták. 1945 májusában tért haza a Dunán Rajk Lászlóval és annak feleségével. Ugyanezen év decemberéig a Szabad Nép című napilap közgazdasági és külpolitikai rovatvezetőjeként dolgozott. Tagja lett a Magyar Kommunista Pártnak, majd a Magyar Dolgozók Pártjának. 1945 végén a Gazdasági Főtanácsnál vállalt munkát, majd 1947–1948-ban az Országos Tervhivatal sajtóosztályát vezette, és közben a Közgazdaság című hetilap felelős szerkesztője volt.
1948-ban részt vett a Marx Károly Közgazdaságtudományi Egyetem megszervezésében, és a gazdaságföldrajz tanszék élére került. 1948 márciusában az Állami Bauxit–Alumínium Rt. igazgatóságának tagjává nevezték ki.
1950-ben közreműködött a Magyar Tudományos Akadémia átszervezésében. Az 1950-es évek elején az MTA földrajzi állandó bizottságának elnöke és a Magyar Földrajzi Társaság alelnöke volt. 1953 után Nagy Imre híve lett.
Egyike volt az 1956. október 6-i Rajk-temetés megszervezőinek. Az 1956-os forradalom alatt Ádám György társaságában megszervezte az ELTE központi épületében a Magyar Értelmiség Forradalmi Bizottságát, és a testület egyik vezetőjévé választották. A forradalom leverése után eltávolították az egyetemről, rövid ideig állás nélkül maradt. Többször kihallgatták, de eljárást nem indították ellene.
1959-től az MTA Földrajzi Intézetében dolgozott, és csak tudományos munkát végzett. Rendszeresen publikált hazai és külföldi folyóiratokban, tanított a potsdami gazdasági főiskolán. Dolgozott a Hirt osztrák és a Brockhaus német lexikonok számára.
A Farkasréti temetőben helyezték nyugalomra, azonban sírját később felszámolták.

## Főbb művei
- A magyar ipar száz éve (Budapest, 1942, 5. teljesen átdolgozott kiadás: Budapest, 1949)
- Magyarország gazdasági földrajza (Budapest, 1962)
- Ajka, a bauxitváros (gazdasági és településföldrajzi tanulmány, Budapest, 1967)
- Vándorló fegyház (Budapest, 1971, 2. kiadás: 1977)
- A magyar népgazdaság fejlődésének területi problémái (1976)

## Díjai, elismerései
- Magyar Köztársasági Érdemrend kiskeresztje (1948)[6]
- Kiváló Szolgálatért Emlékérem (1955)[7]
- Magyar Partizán Emlékérem (1955)
- Munka Érdemrend arany fokozata (1968)[8]

## Emlékezete
A Budapesti Corvinus Egyetem főépületének I. emeleti folyosóján 2003. december 16-án avatták fel mellszobrát.